# Sandro Cois
Sandro Cois (9. červen 1972 Fossano, Itálie) je bývalý italský fotbalový záložník.

## Klubová kariéra
Od roku 1989 byl hráčem Turína. S klubem vyhrál v roce 1991 Středoevropský pohár a také si zahrál finále poháru UEFA 1991/92. První trofej získal v následující sezoně, když vyhrál italský pohár.
V roce 1994 byl prodán za 4,5 miliard lir do Fiorentiny. Zde odehrál osm sezon a získal s klubem dvě vítězství v italském poháru (1995/96, 2000/01) a jedno v italském superpoháru. Od roku 2000 dostával stále míň příležitostí na hřišti a tak v roce 2002 odešel do druholigové Sampdorie. Jenže kvůli zranění zde odehrál čtyři zápasy a v lednu 2003 odešel do Piacenze kde po pěti utkání ukončil ve věku 31 let fotbalovou kariéru.

## Hráčská statistika
| Sezóna  | Klub       | Liga    | Liga   | Liga | Ligové poháry | Ligové poháry | Ligové poháry | Kontinentální poháry | Kontinentální poháry | Kontinentální poháry | Celkem | Celkem |
| Sezóna  | Klub       | Soutěž  | Zápasy | Góly | Soutěž        | Zápasy        | Góly          | Soutěž               | Zápasy               | Góly                 | Zápasy | Góly   |
| ------- | ---------- | ------- | ------ | ---- | ------------- | ------------- | ------------- | -------------------- | -------------------- | -------------------- | ------ | ------ |
| 1990/91 | Turín      | Serie A | 1      | 0    | -             | 0             | 0             | Stř.P                | 2                    | 0                    | 3      | 0      |
| 1991/92 | Turín      | Serie A | 10     | 0    | IP            | 4             | 0             | UEFA                 | 4                    | 0                    | 18     | 0      |
| 1992/93 | Turín      | Serie A | 17     | 0    | IP            | 6             | 1             | UEFA                 | 1                    | 0                    | 24     | 1      |
| 1993/94 | Turín      | Serie A | 16     | 3    | IP+IS         | 6+1           | 0             | PVP                  | 4                    | 0                    | 27     | 3      |
| 1994/95 | Fiorentina | Serie A | 27     | 3    | IP            | 3             | 0             | -                    | 0                    | 0                    | 30     | 3      |
| 1995/96 | Fiorentina | Serie A | 24     | 1    | IP            | 3             | 0             | -                    | 0                    | 0                    | 27     | 1      |
| 1996/97 | Fiorentina | Serie A | 25     | 0    | IP+IS         | 1+1           | 0             | PVP                  | 6                    | 0                    | 33     | 0      |
| 1997/98 | Fiorentina | Serie A | 28     | 1    | IP            | 3             | 0             | -                    | 0                    | 0                    | 31     | 1      |
| 1998/99 | Fiorentina | Serie A | 23     | 0    | IP            | 7             | 2             | UEFA                 | 2                    | 0                    | 32     | 2      |
| 1999/00 | Fiorentina | Serie A | 23     | 0    | IP            | 1             | 0             | LM                   | 11                   | 2                    | 35     | 2      |
| 2000/01 | Fiorentina | Serie A | 14     | 1    | IP            | 1             | 0             | -                    | 0                    | 0                    | 15     | 1      |
| 2001/02 | Fiorentina | Serie A | 11     | 0    | IP+IS         | 0+1           | 0             | UEFA                 | 3                    | 0                    | 15     | 0      |
| 2002/03 | Sampdoria  | Serie B | 4      | 0    | IP            | 1             | 0             | -                    | 0                    | 0                    | 5      | 0      |
| 2003    | Piacenza   | Serie A | 5      | 0    | -             | 0             | 0             | -                    | 0                    | 0                    | 5      | 0      |
| Celkově | Celkově    | Celkově | 228    | 9    | -             | 39            | 3             | -                    | 33                   | 2                    | 299    | 14     |

## Reprezentační kariéra
Za reprezentaci odehrál 3 utkání a nevstřelil žádnou branku. První zápas odehrál 28. ledna 1998 proti Slovensku (3:0). Dostal i pozvánku na
MS 1998, ale neodehrál žádné utkání. Poslední utkání odehrál 10. února 1999 proti Norsku (0:0).

## Hráčské úspěchy

### Klubové
- 3× vítěz italského poháru (1992/93, 1995/96, 2000/01)
- 1× vítěz italského superpoháru (1996)
- 1× vítěz středoevropského poháru (1991)

### Reprezentační
- 1× na MS (1998)